# Helius guttulinus
Helius guttulinus är en tvåvingeart som beskrevs av Alexander 1960. Helius guttulinus ingår i släktet Helius och familjen småharkrankar. Inga underarter finns listade i Catalogue of Life.